# Lose Yourself
"Lose Yourself" é uma canção de hip hop do cantor Eminem. Foi lançada em 2002 como parte da trilha sonora do filme 8 Mile, protagonizado por Eminem. A canção tem uma produção adicional de Luis Resto e Jeff Bass.
A canção alcançou o topo nas paradas musicais do mundo inteiro, incluindo o Billboard Hot 100, entre outros. Ela ganhou um Oscar de melhor canção original, dois Grammy Awards, e duas outras nomeações ao Grammy. A canção esta classificada em 4º entre as 100 melhores canções dos últimos 25 anos pela VH1.
"Lose Yourself" está classificada na posição 166 na lista das 500 melhores canções de sempre da revista Rolling Stone. Em março de 2009, "Lose Yourself" superou os 2 milhões de downloads digitais nos Estados Unidos, tornando-se a segunda mais velha canção a atingir esse nível de vendas.

## Faixas
CD single
1. "Lose Yourself" – 5:20
2. "Renegade" (feat. Jay-Z) – 5:37
3. "Lose Yourself" (instrumental) – 5:20

CD maxi
1. "Lose Yourself"
2. "Lose Yourself" (instrumental)
3. "Renegade" (feat. Jay-Z)
4. "Lose Yourself" (video)

## Certificações
| País           | Certificação | Data                  | Vendas certificadas |
| -------------- | ------------ | --------------------- | ------------------- |
| Austrália      | 4× Platina   | 2003                  | 280,000             |
| Áustria        | Platina      | 14 de fevereiro, 2003 | 30,000              |
| Bélgica        | Platina      | 8 de março, 2003      | 40,000              |
| França         | Ouro         | 21 de agosto, 2003    | 250,000             |
| Alemanha       | Ouro         | 2003                  | 150,000             |
| Nova Zelândia  | Platina      | 2003                  | 15,000              |
| Noruega        | Platina      | 2003                  | 10,000              |
| Suíça          | Platina      | 2003                  | 30,000              |
| Reino Unido    | Platina      | 1 de Setembro, 2018   | 1,800,000           |
| Estados Unidos | Diamante     | 28 de Fevereiro, 2018 | 10.000.000          |

## Gráficos

### Posições nas paradas
| Gráfico (2002-2003)                            | Posições |
| ---------------------------------------------- | -------- |
| EUA Billboard Hot 100                          | 1        |
| EUA Billboard Hot R&B/Hip-Hop Singles & Tracks | 4        |
| EUA Billboard Rhythmic Top 40                  | 1        |
| EUA Billboard Top 40 Mainstream                | 1        |
| Australian ARIA Singles Chart                  | 1        |
| Austrian Singles Chart                         | 1        |
| Belgian Ultratop 50 Chart                      | 1        |
| Canadian Singles Chart                         | 1        |
| Cyprus Singles Chart                           | 1        |
| Dutch Top 40 Singles Chart                     | 1        |
| Danish Top 20                                  | 1        |
| Finnish Singles Top 20                         | 1        |
| French SNEP Singles Chart                      | 3        |
| Eurochart Hot 100                              | 1        |

| Gráfico (2002-2003)               | Posições |
| --------------------------------- | -------- |
| German Singles Chart              | 2        |
| Greek Singles Chart               | 1        |
| Irish Singles Chart               | 1        |
| Israeli Top 40 (GalGalatz)        | 1        |
| Italian Singles Chart             | 1        |
| Mexico Top 100 Airplay Chart      | 1        |
| Nova Zelândia RIANZ Singles Chart | 1        |
| Norwegian Singles Chart           | 1        |
| Peruvian Top 100                  | 1        |
| Portuguese Airplay Chart          | 1        |
| Romanian Top 100                  | 1        |
| Spanish "Los 40 Principales"      | 1        |
| Swedish Singles Chart             | 1        |
| Swiss Singles Chart               | 1        |
| UK Singles Chart                  | 1        |
| Venezuela Airplay Chart           | 1        |